# Volksabstimmungen in der Schweiz 1990
Dieser Artikel bietet eine Übersicht der Volksabstimmungen in der Schweiz im Jahr 1990.
In der Schweiz fanden auf Bundesebene zehn Volksabstimmungen statt, im Rahmen zweier Urnengänge am 1. April und 23. September. Dabei handelte es sich um sechs Volksinitiativen, drei fakultative Referenden und ein obligatorisches Referendum.

## Abstimmungen am 1. April 1990

### Ergebnisse
| Nr. | Vorlage                                                                                            | Art | Stimm- berechtigte | Abgegebene Stimmen | Beteiligung | Gültige Stimmen | Ja      | Nein      | Ja-Anteil | Nein-Anteil | Stände | Ergebnis |
| --- | -------------------------------------------------------------------------------------------------- | --- | ------------------ | ------------------ | ----------- | --------------- | ------- | --------- | --------- | ----------- | ------ | -------- |
| 359 | Eidgenössische Volksinitiative «Stopp dem Beton - für eine Begrenzung des Strassenbaus!»           | VI  | 4'326'360          | 1'779'467          | 41,13 %     | 1'755'780       | 500'605 | 1'255'175 | 28,51 %   | 71,49 %     | 0:23   | nein     |
| 360 | Eidgenössische Volksinitiative «für eine autobahnfreie Landschaft zwischen Murten und Yverdon»     | VI  | 4'326'360          | 1'778'140          | 41,09 %     | 1'746'973       | 571'640 | 1'175'333 | 32,72 %   | 67,28 %     | 0:23   | nein     |
| 361 | Eidgenössische Volksinitiative «für ein autobahnfreies Knonauer Amt»                               | VI  | 4'326'360          | 1'779'664          | 41,13 %     | 1'745'031       | 547'353 | 1'197'678 | 31,37 %   | 68,63 %     | 0:23   | nein     |
| 362 | Eidgenössische Volksinitiative «für eine freie Aarelandschaft zwischen Biel und Solothurn/Zuchwil» | VI  | 4'326'360          | 1'776'601          | 41,06 %     | 1'739'665       | 592'231 | 1'147'434 | 34,04 %   | 65,96 %     | 0:23   | nein     |
| 363 | Bundesbeschluss vom 23. Juni 1989 über den Rebbau                                                  | FR  | 4'326'360          | 1'766'208          | 40,81 %     | 1'652'787       | 771'186 | 0'881'601 | 46,66 %   | 53,34 %     | –      | nein     |
| 364 | Bundesgesetz über die Organisation der Bundesrechtspflege, Änderung vom 23. Juni 1989              | FR  | 4'326'360          | 1'762'549          | 40,74 %     | 1'638'394       | 775'870 | 0'862'524 | 47,36 %   | 52,64 %     | –      | nein     |

### Begrenzung des Strassenbaus
Gegen den fortschreitenden Bau des Nationalstrassennetzes formierte sich immer stärker werdender Widerstand von Umweltschützern, weshalb der Bundesrat eine Expertenkommission mit der neuerlichen Überprüfung von sechs besonders umstrittenen Autobahnprojekten beauftragte. Als die Kommission trotzdem den Bau befürwortete und das Parlament dem zustimmte, reichten die POCH im Februar 1986 eine Volksinitiative ein. Sie forderte, dass das Schweizer Strassennetz bezüglich der bedeckten Oberfläche den am 30. April 1986 festgestellten Umfang nicht überschreiten dürfe. Neue Strassen sollten nur gebaut werden dürfen, wenn gleich grosse Flächen des bestehenden Strassennetzes in der gleichen Region anderen Zwecken zugeführt werden. Bundesrat und Parlament wiesen das Begehren klar zurück. Zu den Befürwortern gehörten die linken Parteien, aber auch der LdU. Ihrer Meinung nach würde die Initiative nicht auf ein totales Bauverbot hinauslaufen, sondern liesse innerhalb der plafonierten Fläche durchaus Handlungsspielraum offen. Ebenso seien grosse Einsparungen möglich. Die bürgerlichen Parteien und die Strassenverkehrsverbände hielten die Initiative für dogmatisch, nicht umsetzbar und gefährlich für die wirtschaftliche Entwicklung des Landes. Beispielsweise müsste die kurz vor der Fertigstellung stehende Walenseeautobahn wieder abgebrochen werden, da eine Kompensation durch den Verzicht auf andere Strassen hier kaum realistisch wäre. Über sieben Zehntel der Abstimmenden und alle Kantone lehnten die Vorlage ab, wobei die Ablehnung in der Romandie tendenziell höher ausfiel als in der Deutschschweiz.

### Autobahn Murten–Yverdon
Der Widerstand gegen einzelne Autobahnprojekte erreichte im Juli 1987 einen neuen Höhepunkt. Der Verkehrs-Club der Schweiz reichte zusammen mit regionalen Komitees die vier «Kleeblatt-Initiativen» ein, nachdem das Parlament im Vorjahr trotz nochmaliger Überprüfung den Bau aller umstrittenen Abschnitte genehmigt hatte. Ende 1989 wurde aus dem vierblättrigen ein dreiblättriges Kleeblatt, denn aufgrund der hohen Akzeptanz in der lokalen Bevölkerung zogen die Initianten ihr Begehren gegen die A16 (Transjurane) im Berner Jura und im Kanton Jura zurück. Die erste der Kleeblatt-Initiativen betraf den letzten noch fehlenden Abschnitt der A1 von Murten über Payerne nach Yverdon-les-Bains in den Kantonen Freiburg und Waadt. Das von den linken Parteien und Umweltschutzverbänden unterstützte Initiativkomitee hielt diesen Abschnitt für unnötig, da mit der A12 (Bern–Vevey) die Lücke zwischen der Deutschschweiz und der Romandie bereits geschlossen sei. Ausserdem könnten 170 Hektaren wertvolles Kulturland vor der Zerstörung gerettet und 1,5 Milliarden Franken Baukosten eingespart werden. Neben den bürgerlichen Parteien und den Wirtschaftsverbänden engagierte sich vor allem die finanzstarke Autolobby in der gegnerischen Kampagne. Sie warnten, das als Ganzes geplante Nationalstrassennetz dürfe nicht zerstückelt werden, da dies lediglich zu einer Verlagerung des Verkehrs auf Haupt- und Lokalstrassen führen und so zusätzliche Staus und erhöhten Schadstoffausstoss verursachen würde. Mehr als zwei Drittel der Abstimmenden und alle Kantone lehnten die Vorlage ab, wobei die Ablehnung in den Westschweizer Kantonen am stärksten ausfiel. Bis zur Eröffnung vergingen weitere elf Jahre, bedingt durch eine grundlegende Neuplanung des Autobahnabschnitts. Dadurch blieben unter anderem die Naturschutzgebiete am Ufer des Neuenburgersees verschont.

### Autobahn im Knonauer Amt
Die zweite Kleeblatt-Initiative betraf den Abschnitt der A4 zwischen Knonau und der Verzweigung Zürich-West bei Birmensdorf im Südwesten des Kantons Zürich. 1985 war eine kantonale Volksinitiative «für ein autobahnfreies Knonauer Amt» angenommen worden, da vor allem die geplante Linienführung bei Zwillikon auf massive Kritik stiess. Als Reaktion darauf wurden Planungen für eine landschaftsschonendere Route aufgenommen, die unter anderem den Bau des Islisbergtunnels vorsahen. Die Initianten befürchteten ein weiter anhaltendes Ausufern der Agglomeration Zürich, was auf dem Land die Bodenpreise und Mieten in die Höhe treiben würde. Der Bundesrat wies auf den überregionalen Charakter der A4 hin, da sie den Lückenschluss zwischen den Städten Zürich und Luzern ermögliche. Ausserdem würden die Dörfer entlastet, die am Durchgangsverkehr zu ersticken drohten. Von den Kleeblatt-Initiativen fand diese bei den Stimmberechtigten am wenigsten Zustimmung. Zahlreiche Rekurse und Einsprachen verzögerten den Baubeginn um über ein Jahrzehnt, erst 2009 konnte dieser Autobahnabschnitt eröffnet werden.

### Autobahn Biel–Zuchwil/Solothurn
Mit der dritten Kleeblatt-Initiative sollte ein Abschnitt der A5 verhindert werden, der Biel/Bienne entlang dem Jurasüdfuss mit Zuchwil bei Solothurn verbinden sollte. 1983 forderten die Bieler Stadtrat und der Kanton Solothurn (mittels einer Standesinitiative) eine Neuplanung, jedoch vorerst vergeblich. Die Initianten argumentierten, die Autobahn werde 120 Hektaren Kulturland zerstören und vor allem die Grenchner Witi durchschneiden. Diese ökologisch und landschaftlich wertvolle Ebene entlang der Aare ist das schweizweit grösste Habitat für Kiebitze und Feldhasen. Der Bundesrat und Parlament hielten dem entgegen, dass die A5 vor allem die Dörfer und Städte entlang der Strecke vom massiven Durchgangsverkehr befreien soll. Ausserdem stellten sie eine Projektänderung in Aussicht, die auf den Landschaftsschutz Rücksicht nehmen sollte. Von den Kleeblatt-Initiativen stiess diese auf die grösste Zustimmung, auch wenn sie das Volks- und Ständemehr ebenfalls deutlich verfehlte. Die im Jahr 2002 in Betrieb genommene Autobahn hat mit dem ursprünglichen Projekt der 1970er Jahre kaum mehr etwas gemeinsam, denn mehrere Tunnel halten die Beeinträchtigung des Landschaftsschutzes in Grenzen.

### Rebbaubeschluss
Um die massive Überproduktion von Wein in den Griff zu bekommen, präsentierte der Bundesrat Ende 1988 einen Entwurf für die Revision des Rebbaubeschlusses von 1979. Zur Sicherung der Weinqualität war die Einführung eines Klassierungssystems mit drei Kategorien vorgesehen, ebenso sollte ein natürlicher Mindestzuckergehalt festgelegt werden. Zur Verhinderung von Überschüssen sollten die Berufsorganisationen regionale Kommissionen bilden, um die Begrenzung der Menge zu steuern. Ausserdem sollten umweltgerechte Anbaumethoden gefördert und Einfuhrkontingente durch die Möglichkeit von Versteigerungen flexibler gehandhabt werden können. Das Parlament nahm einige Detailänderungen vor und verabschiedete die Vorlage mit grosser Mehrheit. Gegen diesen Beschluss ergriff eine Gruppe von Parlamentariern mit Erfolg das Referendum, wobei sie Unterstützung durch die Detailhandelsketten Coop, Denner und Migros sowie von Konsumentenschutzorganisationen und Hoteliers erhielten. Während die Detaillisten die mengenmässige Beschränkung der Weinimporte bekämpften, kritisierten CVP, Grüne und LdU die verfehlte Agrarpolitik, die zur Produktion riesiger Überschüsse führe und falsche Anreize setze. Durch den Abbau von Handelsschranken erhofften sich die Konsumentenschützer tiefere Preise und mehr Auswahl. Auf der anderen Seite befürworteten die SVP, die FDP, die LPS und Winzerorganisationen die Einfuhrbeschränkungen, weil nur diese die Schweizer Produzenten ausreichend vor der ausländischen Konkurrenz schützen könnten. Eine knappe Mehrheit der Abstimmenden lehnten die Vorlage ab, wobei es einen deutlichen Gegensatz zwischen der Deutschschweiz und der zustimmenden lateinischen Schweiz gab.

### Organisation der Bundesrechtspflege
Seit den frühen 1970er Jahren hatte sich die Zahl der Streitfälle am Bundesgericht verdoppelt, wobei es sich überwiegend um staats- und verwaltungsrechtliche Beschwerden handelte. Nach einer längeren Vorbereitungsphase schlug der Bundesrat im Mai 1985 mehrere Massnahmen vor, um die Überlastung zu verringern. Dazu gehörten unter anderem die Erhöhung der Streitwertgrenze in zivilrechtlichen Fällen von 8000 auf 30'000 Franken, die Einführung einer Vorprüfung bei staatsrechtlichen Beschwerden, der Ausbau gewisser richterlicher Vorinstanzen sowie die Reduktion der Anzahl Richter pro Streitfall von fünf auf drei. Ein restriktiveres Annahmeverfahren, das in der Schweizer Rechtstradition unbekannt ist, fiel in der parlamentarischen Debatte durch. Nach der Zustimmung des Parlaments zum abgeänderten Gesetz ergriffen die Demokratischen Juristinnen und Juristen der Schweiz mit Erfolg das Referendum. Unterstützung erhielten sie von der SP, den Grünen, dem LdU sowie kleinen Links- und Rechtsaussenparteien. Sie kritisierten insbesondere die Erhöhung der Streitwertgrenze, weil wichtige Grundsatzentscheide in den Bereichen Miete, Arbeit und Konsumentenschutz gar nicht erst möglich wären. Die Entlastung der Gerichte dürfe nicht auf Kosten der Rechtssuchenden und des Rechtsschutzes geschehen. Die Befürworter wiesen darauf hin, dass die Streitwertgrenze seit 1959 nicht mehr angepasst worden sei und dass organisatorische Massnahmen für die notwendige Entlastung nicht ausreichen würden. Fälle mit tieferem Streitwert könnten in Form einer staatsrechtlichen Beschwerde weiterhin vom Bundesgericht behandelt werden. Eine knappe Mehrheit der Abstimmenden lehnten die Vorlage ab.

## Abstimmungen am 23. September 1990

### Ergebnisse
| Nr. | Vorlage                                                                             | Art | Stimm- berechtigte | Abgegebene Stimmen | Beteiligung | Gültige Stimmen | Ja        | Nein    | Ja-Anteil | Nein-Anteil | Stände | Ergebnis |
| --- | ----------------------------------------------------------------------------------- | --- | ------------------ | ------------------ | ----------- | --------------- | --------- | ------- | --------- | ----------- | ------ | -------- |
| 365 | Eidgenössische Volksinitiative «für den Ausstieg aus der Atomenergie»               | VI  | 4'345'490          | 1'756'258          | 40,41 %     | 1'732'028       | 0'816'289 | 915'739 | 47,13 %   | 52,87 %     | 7:16   | nein     |
| 366 | Eidgenössische Volksinitiative «Stopp dem Atomkraftwerkbau (Moratorium)»            | VI  | 4'345'490          | 1'757'107          | 40,43 %     | 1'735'286       | 0'946'077 | 789'209 | 54,52 %   | 45,48 %     | 19½:3½ | ja       |
| 367 | Bundesbeschluss vom 6. Oktober 1989 über den Energieartikel in der Bundesverfassung | OR  | 4'345'490          | 1'752'942          | 40,34 %     | 1'708'766       | 1'214'925 | 493'841 | 71,10 %   | 28,90 %     | 23:0   | ja       |
| 368 | Bundesgesetz über den Strassenverkehr, Änderung vom 6. Oktober 1989                 | FR  | 4'345'490          | 1'751'190          | 40,29 %     | 1'702'672       | 0'899'051 | 803'621 | 52,80 %   | 47,20 %     | –      | ja       |

### Ausstieg aus der Atomenergie
Anderthalb Jahre nach der Nuklearkatastrophe von Tschernobyl reichten die SP und 36 Organisationen der Anti-Atomkraft-Bewegung eine Volksinitiative ein. Während eine andere, kurz zuvor eingereichte Initiative ein Moratorium für neue Kernkraftwerke forderte (siehe unten), verlangte dieses Begehren ein vollständiges Bauverbot. Bereits bestehende Anlagen sollten schrittweise stillgelegt werden und nicht erneuert werden dürfen. Ausserdem sollten Bund und Kantone verpflichtet werden, Massnahmen für eine rationelle Elektrizitätsverwendung zu treffen, um eine lückenlose Stromversorgung nach dem angestrebten Atomausstieg sicherzustellen. Bundesrat und Parlament wiesen die Vorlage zurück und verwiesen dabei auf die schwerwiegenden volkswirtschaftlichen Schäden, die ein rascher Atomausstieg verursachen würde. Die linken Parteien und die Gewerkschaften sprachen sich geschlossen für die Initiative aus. Sie machten auf die Risiken der nuklearen Energiegewinnung und die Problematik einer sicheren Entsorgung von radioaktiven Abfällen aufmerksam. Mit verschiedenen Massnahmen sei es bis 2030 möglich, auf den gesamten Atomstrom zu verzichten. Die bürgerlichen Initiativgegner stellten die Atomkraft in ihrer Kampagne als umweltschonende Alternative zu fossilen Energieträgern dar. Da in der Schweiz solche nur in sehr begrenzter Menge verfügbar seien, würde das Land noch stärker vom Ausland abhängig werden. Neue Technologien seien noch nicht ausgereift genug, um den Wegfall von rund 40 Prozent der erzeugten Elektrizität zu kompensieren. Eine knappe Mehrheit der Abstimmenden lehnte die Vorlage ab, Ja-Mehrheiten gab es in acht Kantonen.

### Atomkraftwerk-Moratorium
Das Nordwestschweizer Aktionskomitee gegen Atomkraftwerke und 200 weitere Organisationen reichten im April 1987 (ein Jahr nach Tschernobyl-Katastrophe) eine Volksinitiative ein, die weniger weit ging als die Atomausstiegs-Initiative der SP. Sie verlangte, dass für die Dauer von zehn Jahren keine Rahmen-, Bau-, Inbetriebnahme- oder Betriebsbewilligungen für neue Einrichtungen zur Erzeugung von Atomenergie erteilt werden dürfen. Als neu sollten Einrichtungen gelten, für die bis zum 30. September 1986 die bundesrechtliche Baubewilligung nicht erteilt worden ist. Dadurch sollte in erster Linie das Kernkraftwerk Kaiseraugst verhindert werden, für das seit 1985 eine Rahmembewilligung vorlag. Bundesrat und Parlament wiesen diese Initiative ebenfalls zurück, da ein Moratorium die Weiterentwicklung der Kernenergie erschweren würde. Auch hier zeigte sich in der Abstimmungskampagne ein deutlicher Links-Rechts-Gegensatz. Die Befürworter priesen die Initiative als moderaten Kompromiss, der einen radikalen Entscheid vermeide. Dennoch gebe das Begehren den Impuls, einen neuen Weg hin zu einer ökologisch und ökonomisch zukunftsweisenden Energieversorgung einzuschlagen. Die bürgerlichen Gegner hielten die Initiative für den ersten Schritt zum vollständigen Atomausstieg. Dies sei jedoch zum gegenwärtigen Zeitpunkt nicht zu verantworten, da noch keine gesicherten Alternativen verfügbar seien. Volk und Stände nahmen die Initiative relativ deutlich an; nur die Kantone Aargau, Appenzell Innerrhoden, Thurgau und Wallis verzeichneten ablehnende Mehrheiten.

### Energieartikel
Der erste Versuch, die Grundsätze der Schweizer Energiepolitik in der Bundesverfassung zu verankern, war 1983 knapp am Ständemehr gescheitert. Als Reaktion auf mehrere politische Verstösse und Forderungen der Kantone präsentierte der Bundesrat im Dezember 1987 einen neuen Entwurf. Dieser sollte dem Bund unter anderem die Befugnis geben, Grundsätze für die Nutzung einheimischer und erneuerbarer Energien zu erlassen. Die Kantone wurden neu als Mitträger einer umfassenden Energiepolitik ausdrücklich erwähnt, ebenso sollte der Bund die Kompetenz erhalten, sowohl für die Abgabe als auch für die Verwendung von Energie Vorschriften zu erlassen. Schliesslich war längerfristig die Einführung einer Energiesteuer vorgesehen. Als Ergebnis der Vernehmlassung beschloss der Bundesrat, die Frage der Energiebesteuerung separat in Rahmen der Neugestaltung der Bundesfinanzordnung zu regeln. Andererseits verpflichtete ihn das Parlament zum Erlass energiepolitischer Massnahmen. Mehr als 130 Parlamentarier von links bis rechts schlossen sich zu einer Aktionsgruppe zusammen und warben für die Verfassungsänderung, indem sie diese als ausgewogenes und den Föderalismus respektierendes Gesamtpaket darstellten. Während die SVP Stimmfreigabe beschloss, setzten sich nur die LPS und die Auto-Partei aktiv gegen die Vorlage ein. Sie sahen darin eine unnötige Bevormundung durch den Staat und warnten vor einer sich aufblähenden Bürokratie sowie negativen wirtschaftlichen Folgen. Fast drei Viertel der Abstimmenden und sämtliche Kantone nahmen die Vorlage an.

### Strassenverkehrsgesetz
1984 schickte der Bundesrat einen ersten Vorentwurf für die dringend notwendige Teilrevision des Strassenverkehrsgesetzes in die Vernehmlassung. Neben Bestimmungen zur Verkehrssicherheit standen auch Vorschriften über die Breite und die Höchstgewichte der Lastwagen sowie ein Akkordverbot für Berufschauffeure zur Diskussion. Äusserst umstritten war die Heraufsetzung der Höchstbreite für Fahrzeuge um 20 cm auf 2,50 m, was der damaligen europäischen Norm entsprach (heute 2,55 m). Noch vor der parlamentarischen Beratung bildete sich mit Unterstützung des Verkehrs-Clubs der Schweiz (VCS) ein Referendumskomitee. Nachdem das Parlament einzelne geringfügige Änderungen vorgenommen hatte, ergriffen der VCS, die IG Velo, mehrere Umweltorganisationen und Teile der Grünen das Referendum. Die überwiegend linken Gegner sahen in der Anpassung der Lastwagenbreite eine Bevorteilung des Schwerverkehrs zulasten der Sicherheit und der öffentlichen Finanzen. Ebenso befürchteten sie noch mehr umweltbelastenden Schwerverkehr auf den Transitrouten. Auf der anderen Seite betonten die bürgerlichen Parteien vor allem die Vorteile einer Harmonisierung mit anderen europäischen Ländern. Ausserdem seien Lastwagen von 2,5 Metern Breite stabiler als die schmaleren, was zur Verkehrssicherheit beitrage. Eine knappe Mehrheit der Abstimmenden nahm die Vorlage an, wobei der massive Überhang an Ja-Stimmen in der Romandie den Ausschlag gegenüber der mehrheitlichen Ablehnung in der Deutschschweiz gab.